# Dominique Jones
Dominique O'Neal Jones (ur. 15 października 1988 w Lake Wales) – amerykański koszykarz, występujący na pozycji rzucającego obrońcy, mistrz NBA z 2011, obecnie zawodnik Jilin Northeast Tigers.
11 sierpnia 2017 został zawodnikiem chińskiego Jiangsu Tongxi Monkey Kings. 11 stycznia 2018 podpisał umowę z irańskim Petrochimi Bandar Imam.
7 sierpnia 2018 trafił, po raz kolejny w karierze, do chińskiego Jilin Northeast Tigers.

## Osiągnięcia
Stan na 16 stycznia 2022, na podstawie, o ile nie zaznaczono inaczej.
NCAA
- Zaliczony do:
  - I składu:
    - AAC (2010)
    - debiutantów  AAC (2008)
    - turnieju Charleston (2010)

  - składu All-AAC Honorable Mention (2008, 2009)
- Lider konferencji Big East w liczbie:
  - zdobytych punktów (705 – 2010)
  - celnych (209) i oddanych rzutów wolnych (282 – 2010)

NBA
- Mistrz NBA (2011)[1]
- 2-krotnie zaliczony do I składu letniej ligi NBA (2010, 2012)

Drużynowe
- Brązowy medalista mistrzostw Iranu (2018)

Indywidualne
(* – nagrody przyznane przez portal Asia-Basket.com)
- MVP ligi:
  - irańskiej (2017)*[2]
  - chińskiej CBA (2015)*[7]
- Najlepszy:
  - zagraniczny zawodnik ligi:
    - irańskiej (2017)*[2]
    - chińskiej CBA (2015)*[7]

  - zawodnik występujący na pozycji obronnej ligi:
    - irańskiej (2017)*[2]
    - chińskiej CBA (2015)*[7]
- Zaliczony do:
  - I składu:
    - ligi:
      - irańskiej (2017)*[8]
      - chińskiej CBA (2015)*[7]

    - najlepszych obcokrajowców ligi:
      - irańskiej (2017)*[8]
      - chińskiej CBA (2015)*[7]

  - III składu CBA (2014)*[9]
  - składu honorable mention chińskiej ligi CBA (2017, 2021)*[2][10]
- Lider:
  - strzelców ligi:
    - irańskiej (2017)
    - chińskiej (2021)[10]

  - w asystach:
    - chińskiej ligi CBA (2015, 2021)[7][10]
    - ligi irańskiej (2017)

Reprezentacja
- złoty medal igrzysk panamerykańskich (2019)[11]